# Lemgo

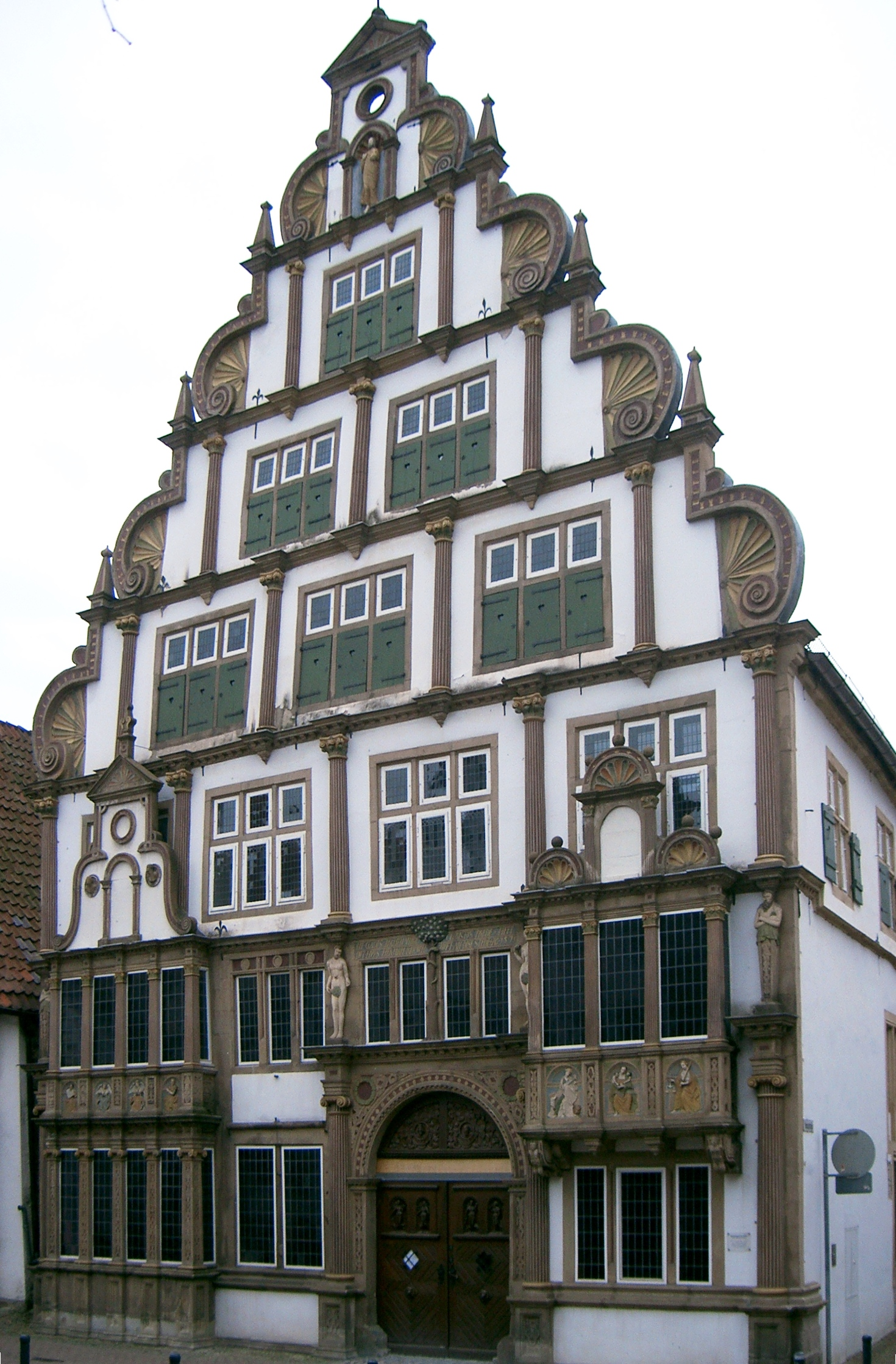
Dom Hexenbürgermeisterhaus

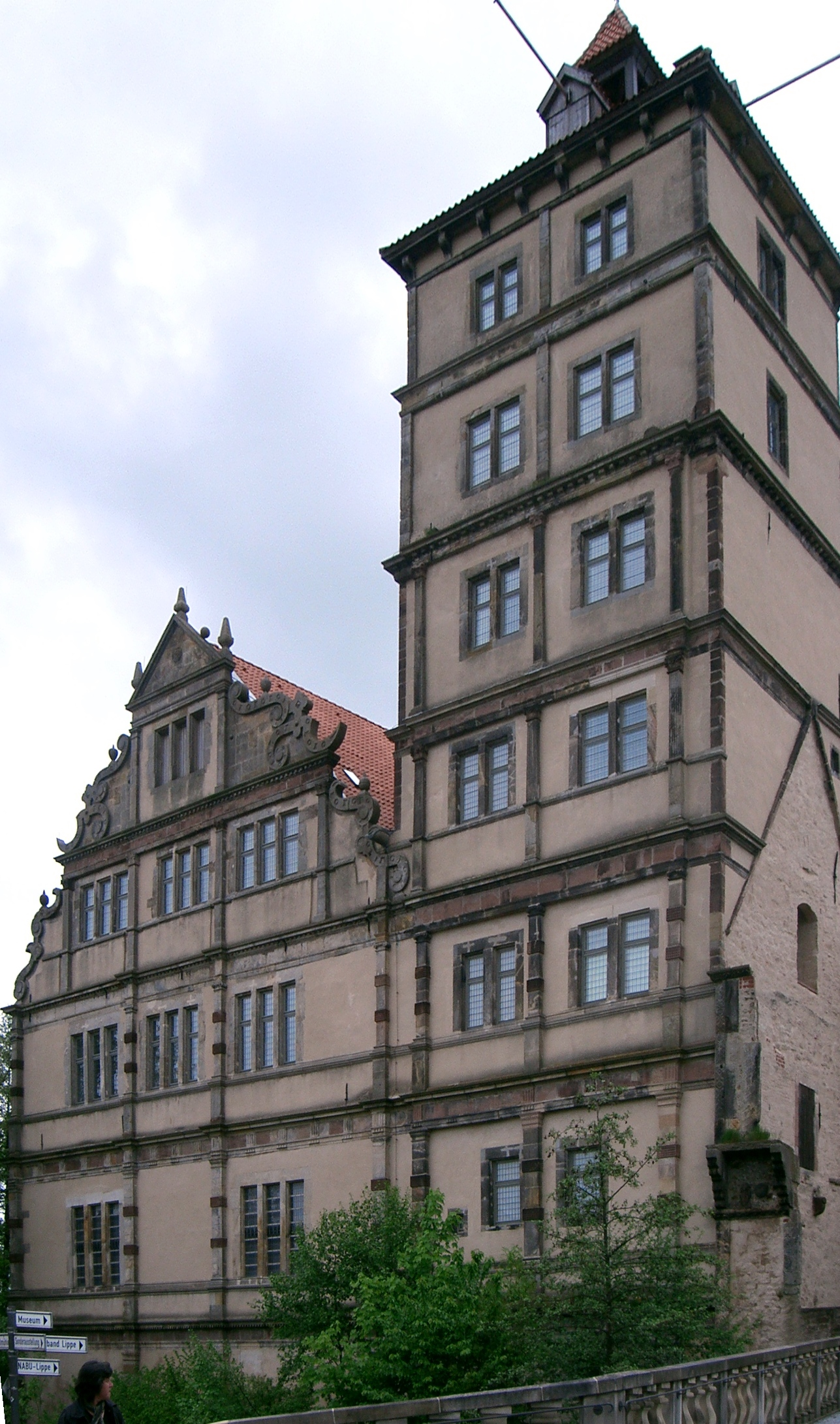
Pałac Brake

Lemgo – miasto w Niemczech, w kraju związkowym Nadrenia Północna-Westfalia, w rejencji Detmold, w powiecie Lippe. Liczy 41 424 mieszkańców (stan na 31 grudnia 2010).

## Historia
Lemgo zostało założone w 1190 przez Bernharda II. Ponieważ miasto leżało na skrzyżowaniu dwóch ważnych średniowiecznych szlaków handlowych, przez wiele lat pozostawało największym i najbardziej znaczącym miastem na terenie Księstwa Lippe. Lemgo było członkiem Ligi Hanzeatyckiej, średniowiecznego związku nadmorskich miast handlowych północnej Europy, do której należały miasta holenderskie, niemieckie czy polskie. W 1527 roku ówczesny książę zmienił wyznanie na ewangelicko-reformowane i zgodnie z zasadą „cuius regio, eius religio” księstwo Lippe (a wraz z nim także Lemgo) zostało zreformowane.

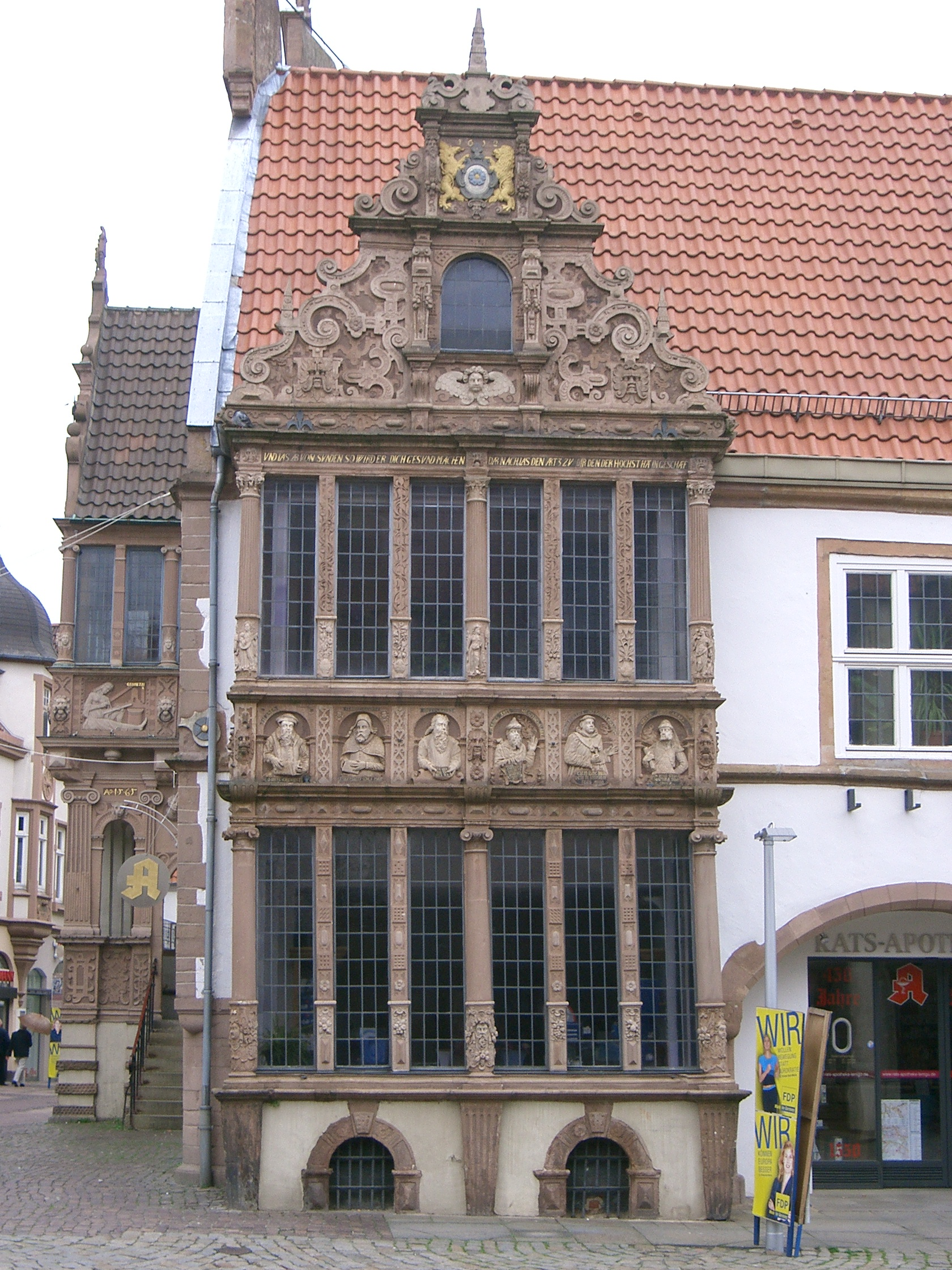
Ratusz

Z powodu procesów o czary i palenia czarownic, które to szczególnie nasiliły się w Lemgo za rządów burmistrza Hermanna Cothmanna (1667–1683), miasto było nazywane „gniazdem czarownic”. W czasie wojny trzydziestoletniej (1618–1648) na Lemgo zostało nałożone wiele kontrybucji, co znacznie osłabiło miasto. Wzrost liczby ludności po II wojnie światowej spowodował rozwój miasta.

## Polityka

### Władze miasta
(wybory z 26 września 2004)
- CDU 18
- SPD 15
- Zieloni 5
- FDP 2

## Współpraca
Miejscowości partnerskie:
- Beverley, Wlk. Brytania od 1979
- Stendal, Saksonia-Anhalt od 1988
- Vandœuvre-lès-Nancy, Francja od 1979

## Zabytki
W Lemgo zachowały się w całości obiekty o szczególnym architektonicznym znaczeniu m.in. bezcenne budynki z okresu renesansu – miasta nie uszkodziły bombardowania w czasie II wojny światowej:
- Hexenbürgermeisterhaus – dom wybudowany w 1571 roku. Nadana mu później nazwa nawiązuje do burmistrza (niem. Bürgermeister) Cothmanna, który wykorzystywał procesy o czary, aby utrzymać się przy władzy i pozbyć się swoich przeciwników. Fasada domu jest przykładem wezerskiej odmiany renesansu
- ratusz znajdujący się na liście UNESCO budynków o europejskim znaczeniu. Budynek składa się z trzech części, pochodzących z różnych okresów. Najstarsza część pochodzi z lat 1480–1490. W tamtych czasach zjawiskiem powszechnym było to, że gdy miasto rozrastało się, sąsiadujące ze sobą domy były od wewnątrz przebudowywane i łączone ze sobą, przy zachowaniu oddzielnych fasad
- kościół św. Mikołaja (St. Nicolai) powstał jako bazylika w 1210 roku. Po 1300 roku bazylikę przebudowano na kościół halowy. Patronem kościoła – jak w wielu północnoniemieckich miastach handlowych – jest święty Mikołaj, patron wędrowców i kupców. Kościół słynie z barokowych organów.

### Muzea
- muzeum miejskie w domu Hexenbürgermeisterhaus
- muzeum Junkerhaus
- młyn olejowy i muzeum młynów
- muzeum renesansu wezerskiego na zamku Brake
- galeria Haus Eichenmüller

## Sport
Drużyną pochodząca z Lemgo jest klub piłki ręcznej TBV Lemgo, który swoje mecze rozgrywa w Lipperlandhalle.

## Imprezy cykliczne
- Sommertreff na historycznym rynku można wówczas obejrzeć m.in. teatr uliczny, występy kabaretów i koncerty
- Tivoli Kläschen w pierwszym tygodniu grudnia ma miejsce największy kiermasz świąteczny w regionie

## Komunikacja

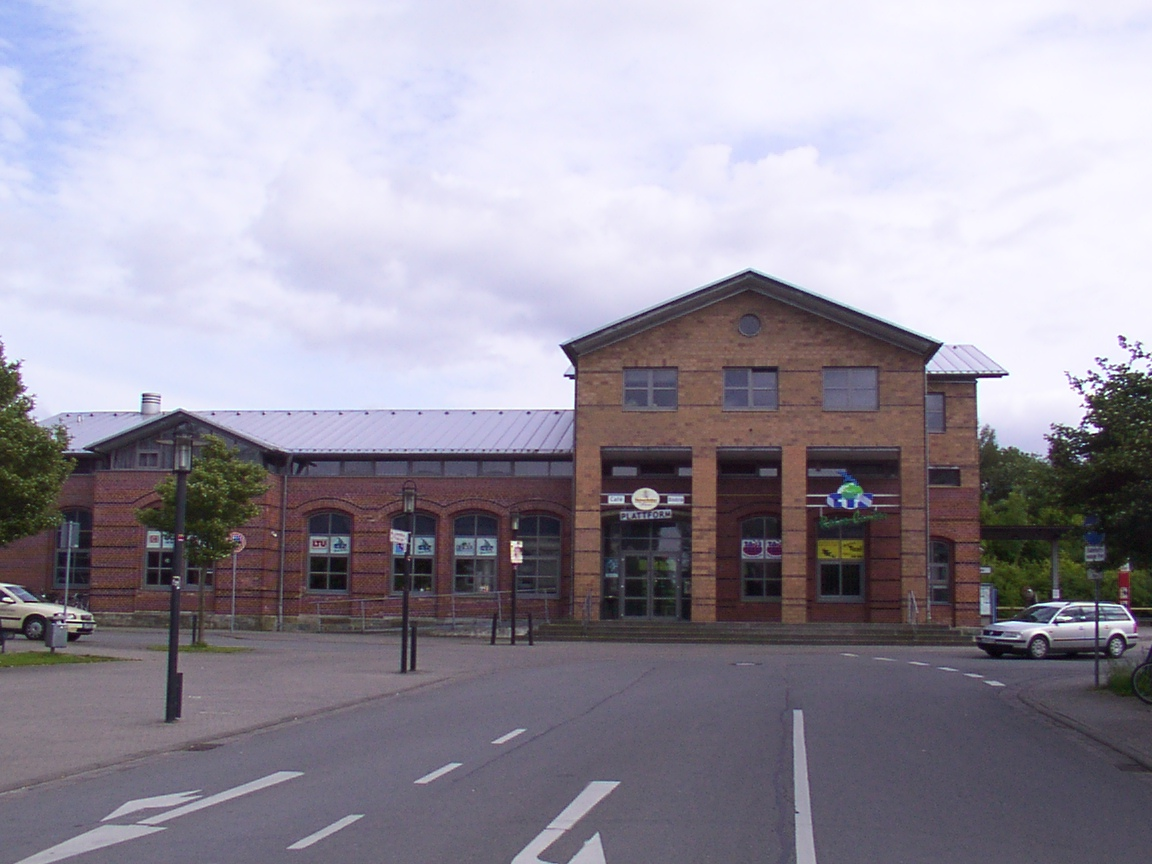
Dworzec w Lemgo

- lokalne pociągi RB 71 Der Lipperländer Bielefeld–Lage–Lemgo
- lokalna sieć autobusowa składająca się z pięciu linii

## Media
- Lippische Landes-Zeitung – jedyna gazeta lokalna w powiecie Lippe
- Radio Lippe – nadaje lokalne wiadomości w powiecie Lippe
- Radio Triquency – studenckie radio Hochschule Ostwestfalen-Lippe